# Novi Pazar
Novi Pazar (serbisch-kyrillisch Нови Пазар) ist eine Gemeinde und Universitätsstadt im südwestlichen Serbien im Bezirk Raška.

## Geographie

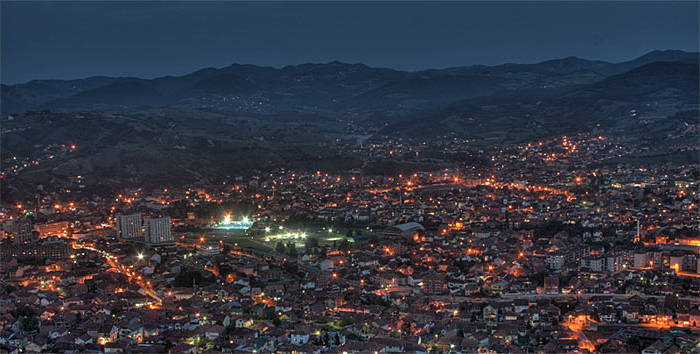
Novi Pazar in der Abenddämmerung

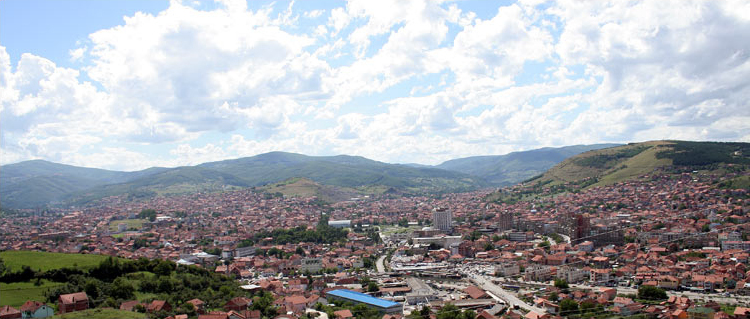
Novi Pazar

Die Gemeinde und Universitätsstadt liegt in Raszien bzw. der historischen Region Sandschak Novi Pazar, einem Gebiet zwischen Serbien und Montenegro nur wenige Kilometer von der Grenze zum Kosovo entfernt. Die Stadt selbst ist von Bergen umgeben und liegt in einem Talkessel auf knapp 500 Metern Höhe. Durch die Stadt fließt der kleine Fluss Raška. Novi Pazar ist rund 290 km von Belgrad entfernt.

## Bevölkerung
Die Gemeinde Novi Pazar mit der Stadt zählte laut der 2022 durchgeführten Volkszählung 106.720 Einwohner. Davon bezeichneten sich 79,84 Prozent als Bosniaken und 13,25 Prozent als Serben. Weitere nennenswerte Minderheiten waren ethnische Muslime mit 1,73 Prozent, Roma mit 0,46 Prozent, Goranen mit 0,24 Prozent und Albaner mit 0,19 Prozent.

## Geschichte
Der Name Novi Pazar leitet sich von Basar ab und bedeutet Neuer Basar. Während der osmanischen Zeit hieß die Stadt Yeni Pazar (türk. Yeni: Neu). Novi Pazar liegt unweit der Ruinen von Stari Ras. Die Region um die Burg Ras bildete gemeinsam mit dem Kosovo das mittelalterliche serbische Staatsgebilde Raszien, worauf auch die Überreste zahlreicher Kirchen, Klöster und Bäder aus dieser Zeit hindeuten.
1460 gründete Isa-Beg Ishaković, ein osmanisch-bosnischer Verwalter Sarajevos, in der Nähe des alten Trgovište (slawisch für Marktplatz) – welches von den Türken Eski Pazar (türk. Eski: Alt), genannt wurde – einen neuen Marktplatz (Yeni Pazar), aus welchem sich der Ort fortentwickelte. Wegen seiner günstigen Verkehrslage und ergiebiger Erzvorkommen war Novi Pazar vom 15. bis Ende des 17. Jahrhunderts eine blühende Handelsstadt mit einer großen ragusanischen Kolonie. Der osmanische Reisende Evliya Çelebi zählte anlässlich seines Besuchs der Stadt im Jahr 1660 40–50 Mahallen, 23 Moscheen, 11 Masdschid, 5 Medresen, 2 Tekken und viele weitere Gebäude. Im Zuge der österreichisch-türkischen Kriege verwüsteten österreichischen Truppen und serbische Aufständische die Stadt zwei Mal, in den Jahren 1689 und 1737. Infolge der kriegerischen Ereignisse, aber auch aufgrund von Pestepidemien, verlor der Ort im 18. und 19. Jahrhundert an Bedeutung. Lokale Beys etablierten eine von der osmanischen Zentralverwaltung unabhängige Willkürherrschaft, lediglich einige muslimische Muhadschirs aus Serbien und Montenegro wurden angesiedelt.
Infolge der Bestimmungen des Berliner Kongresses okkupierten österreichisch-ungarische Truppen 1878 den westlichen Teil des Sandschaks von Novi Pazar (die sogenannte „Region um den Lim“), welcher jedoch aus osmanischer Sicht nach den Tanzimat-Reformen einen Teil des Vilâyet Kosovo bildete. Nach der Bosnischen Annexionskrise im Jahr 1908 gab Österreich-Ungarn seinen Anspruch auf den Sandschak auf, und das Gebiet kehrte auch de facto unter die osmanische Souveränität zurück. Im Ersten Balkankrieg wurde die Region 1912 von Serbien erobert und 1918 in den Staat Jugoslawien eingebracht. Nach 1912 wanderten viele Muslime aus der Region in die Türkei aus, unter den Gründen war oft auch Diskriminierung durch die neue Obrigkeit. 1836 hatte der Ort 7.000 Einwohner, im Jahr 1913 13.433, 1968 rund 23.000 Einwohner. Im Zweiten Weltkrieg wurde der vormalige Sandschak von Novi Pazar von italienischen Truppen okkupiert und dem faschistischen Protektorat Großalbanien angeschlossen. Nach dem Zweiten Weltkrieg wurde das Gebiet dem Territorium der Sozialistischen Republik Serbien zugeschlagen.
Heute ist Novi Pazar das kulturelle und wirtschaftliche Zentrum der Region und der in Serbien lebenden Muslime, von denen sich manche „muslimische Serben“, andere als „Sandžaklis“ und wieder andere als „Bosniaken“ verstehen.
2002 wurde hier auf Initiative des damaligen serbischen Premierministers Zoran Đinđić die Universität Novi Pazar gegründet.

## Sehenswürdigkeiten

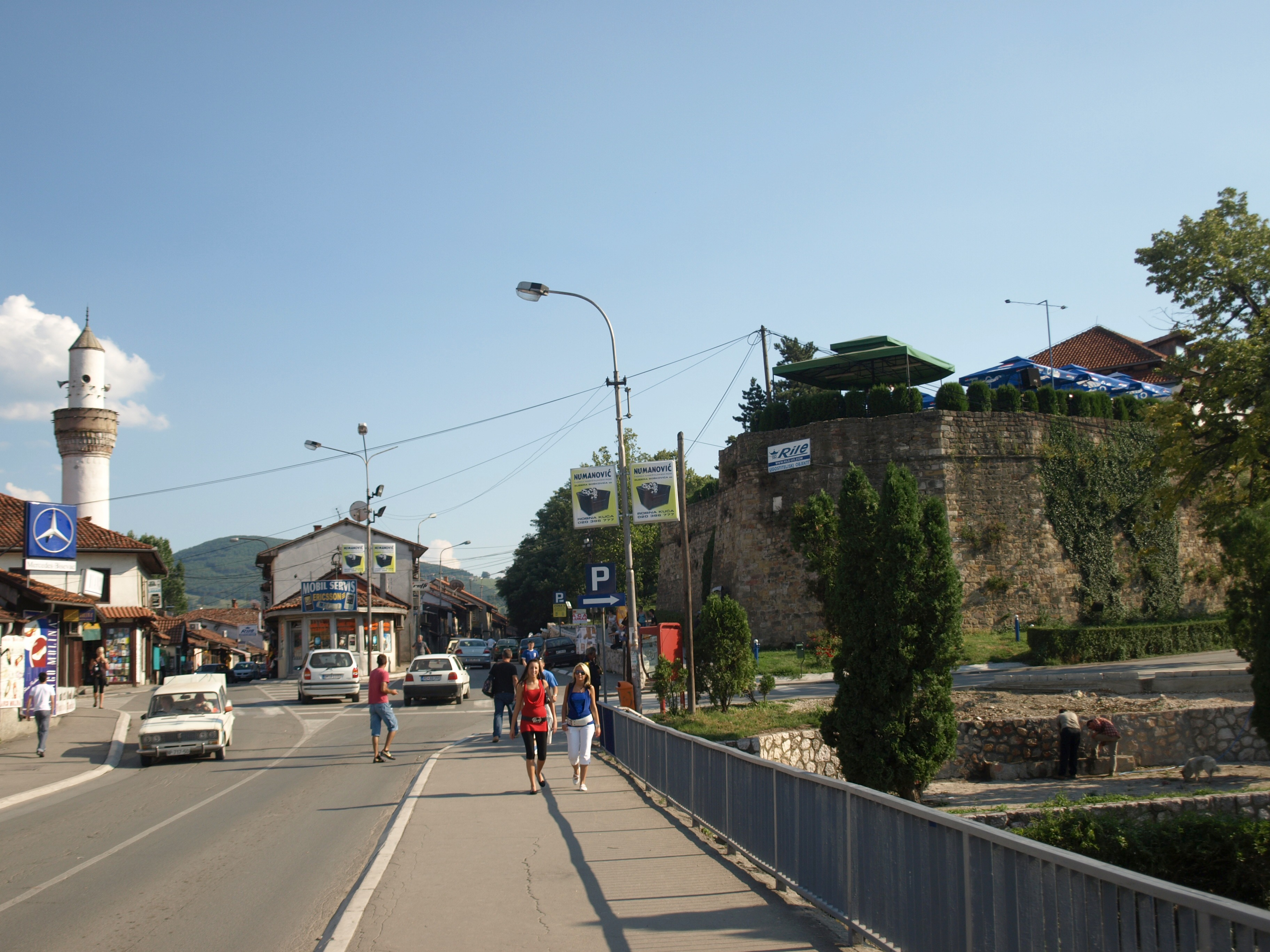
Blick von der Brücke über die Raška im Zentrum der Stadt auf die Altstadt und die Festung

Die Stadtansicht ist von zahlreichen Minaretten geprägt, darunter denen der Moscheen Arap Džamija, Altun-Alem und Bor. In der Umgebung von Novi Pazar befinden sich einige serbische Klöster und Kirchen aus dem Mittelalter wie das Kloster Sopoćani oder die Petrova crkva (Peterskirche) aus dem 9. Jahrhundert. Die Peterskirche ist mit etwa 1.200 Jahren die älteste erhaltene Kirche Serbiens. Das Kloster Sopoćani und die Petrova crkva wurden 1979 in die Liste des UNESCO-Weltkulturerbes aufgenommen.
Die Wände der osmanischen Festungsruine Novi Pazar wurden in den 2010er Jahren restauriert.

## Persönlichkeiten

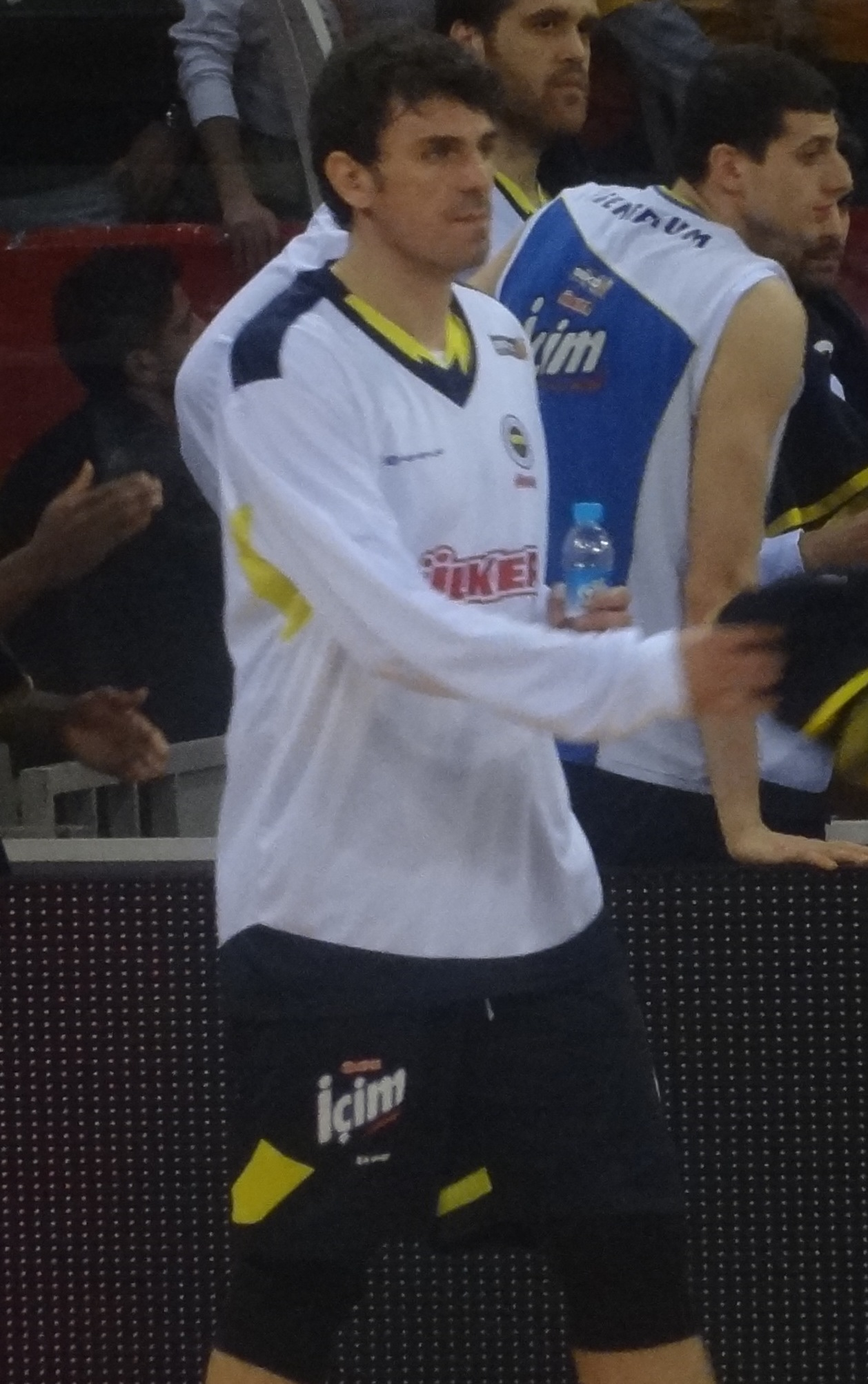
Der Basketballer Mirsad Türkcan, der in den USA seine Karriere startete, ist der Bruder von …

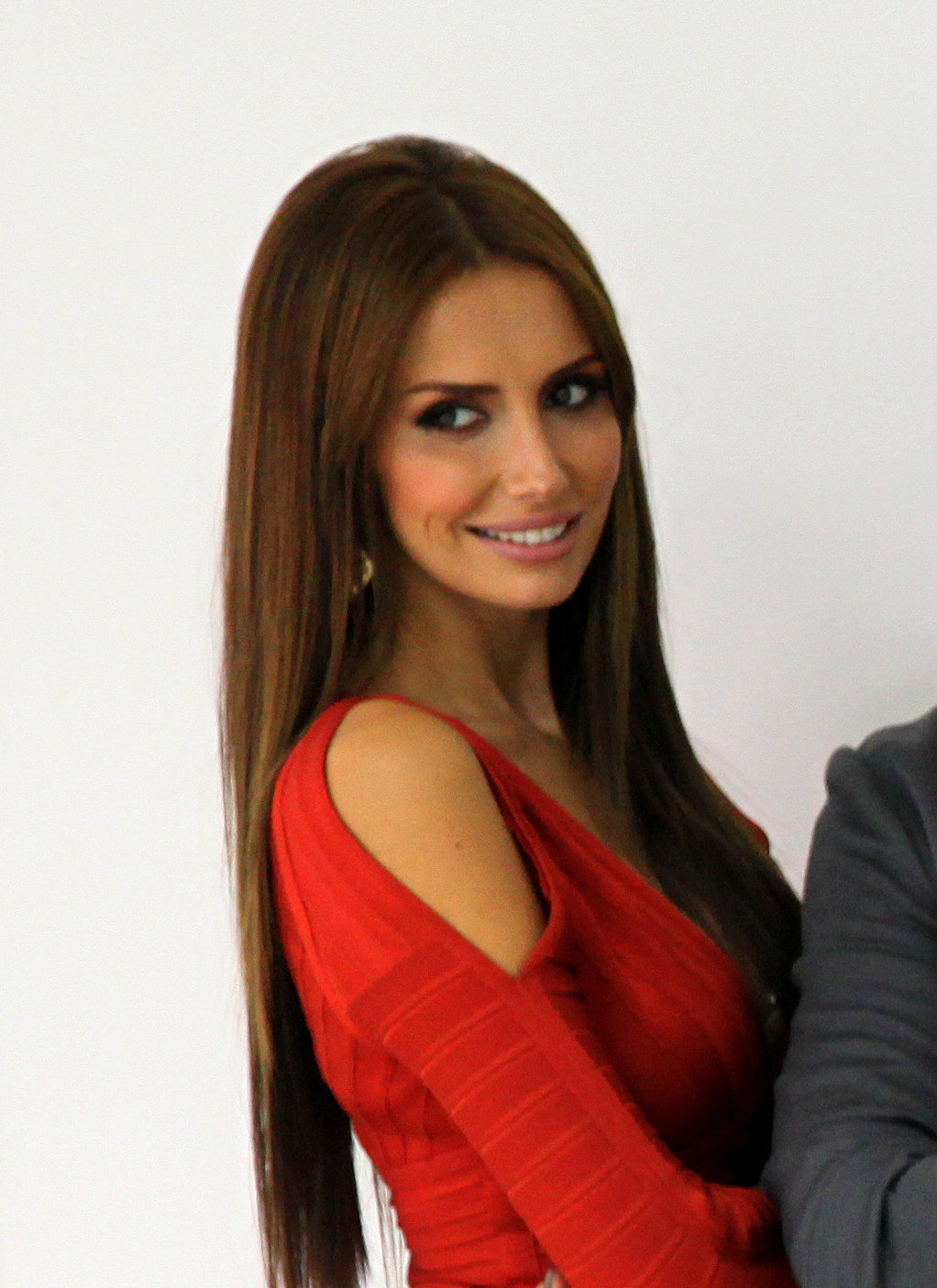
… Emina Jahović, die wie ihr Bruder Türkin wurde

- Abdulah Gegić (1924–2008), Fußballtrainer
- Elma Sinanović (* 1974), Sängerin
- Mirsad Türkcan (* 1976), Basketballspieler
- Nataša Plavšić (* 1978), Juristin
- Enad Licina (* 1979), Boxer
- Ifet Taljevic (* 1980), Fußballspieler
- Ersin Mehmedović (* 1981), Fußballspieler
- Emina Jahović (* 1982), Sängerin
- Ediz Bahtiyaroğlu (1986–2012), türkisch-bosnischer Fußballspieler
- Jasko (* 1989), Rapper
- Adem Ljajić (* 1991), Fußballspieler
- Enes Duštinac (* 1992), Volleyballspieler
- Amela Terzić (* 1993), Mittelstreckenläuferin
- Alen Mašović (* 1994), Fußballspieler
- Fejsal Mulić (* 1994), Fußballspieler
- Komnen Andrić (* 1995), Fußballspieler
- Erhan Mašović (* 1998), Fußballspieler
- Zehrudin Mehmedović (* 1998), Fußballspieler
- Ensar Brunčević (* 1999), Fußballspieler
- Hamad Međedović (* 2003), Tennisspieler
- Ismail Salihović (* 2003), Fußballspieler
- Samed Baždar (* 2004), Fußballspieler
- Hamza Bronja (* 2004), Fußballspieler
- Saima Murić (* 2006), Mittelstreckenläuferin
- Aldin Ćatović (* 2007), Mittelstreckenläufer
- Andrija Maksimović (* 2007), Fußballspieler